# Конари (Новодворський повіт)
Конари (пол. Konary) — село в Польщі, у гміні Насельськ Новодворського повіту Мазовецького воєводства.
Населення — 106 осіб (2011).
У 1975-1998 роках село належало до Цехановського воєводства.

## Демографія
Демографічна структура станом на 31 березня 2011 року:
|          | Загалом | Допрацездатний вік | Працездатний вік | Постпрацездатний вік |
| -------- | ------- | ------------------ | ---------------- | -------------------- |
| Чоловіки | 63      | 17                 | 41               | 5                    |
| Жінки    | 43      | 10                 | 20               | 13                   |
| Разом    | 106     | 27                 | 61               | 18                   |